# Wahlkreis Dunfermline and Dollar
Der Wahlkreis Dunfermline and Dollar ist ein Wahlkreis (englisch constituency) für die Wahl eines Abgeordneten des britischen Unterhauses (House of Commons).

## Ergebnisse

### Parlamentswahl 2024
| Kandidaten           | Kandidaten              | Parteien                | Stimmen | %    |
| -------------------- | ----------------------- | ----------------------- | ------- | ---- |
|                      | Graeme Downie           | Labour Party            | 20.336  | 45,7 |
|                      | Naz Anis-Miah           | Scottish National Party | 12.095  | 27,2 |
|                      | Thomas Heald            | Conservative Party      | 3.297   | 7,4  |
|                      | Lauren Buchanan-Quigley | Liberal Democrats       | 3.181   | 7,1  |
|                      | Udo van den Brock       | Reform UK               | 2.887   | 6,5  |
|                      | Ryan Blackadder         | Scottish Green Party    | 2.078   | 4,7  |
|                      | Graham Hadley           | unabhängig              | 324     | 0,7  |
|                      | Danny Smith             | Scottish Family Party   | 251     | 0,6  |
|                      | George Morton           | unabhängig              | 88      | 0,2  |
| Gesamt               | Gesamt                  | Gesamt                  | 44.537  | 100  |
|                      |                         |                         |         |      |
| Ungültige Stimmen    | Ungültige Stimmen       | Ungültige Stimmen       | 140     | 0,3  |
| Wähler               | Wähler                  | Wähler                  | 44.677  | 61,3 |
| Wahlberechtigte      | Wahlberechtigte         | Wahlberechtigte         | 72.824  |      |
|                      |                         |                         |         |      |
| Quelle: UK Parlament |                         |                         |         |      |